# ApoC2
La proteína apo-lipoproteína cII es

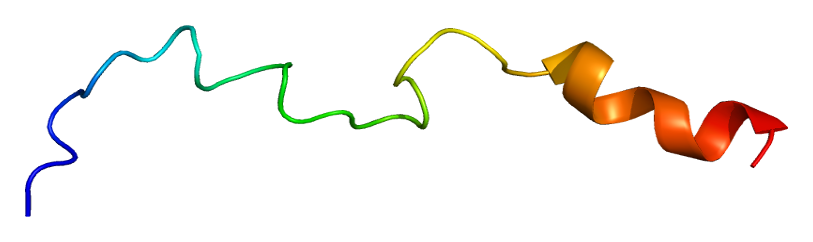
ApoC2

codificada por el gen APOC2  se secreta en el plasma, donde es un componente de las lipoproteínas y los quilomicrones VLDL de muy baja densidad.

Esta proteína ApoC2 activa a la enzima lipoproteína-lipasa en los capilares, que es la que hidroliza los triglicéridos y por lo tanto proporciona ácidos grasos libres para las células.Estos AG entran en el tejido adiposo, donde se almacenan, y en los músculos, donde se utilizan como combustible. 

## Mutaciones
Las mutaciones en este gen APOC2 causan 
hiperlipoproteinemia tipo Ib, caracterizada por xantomas, pancreatitis y hepatoesplenomegalia, pero no aumenta el riesgo de aterosclerosis.
Las pruebas de laboratorio mostrarán niveles elevados de triglicéridos, colesterol y quilomicrones en la sangre